# Roja de Julio (manzana)
Roja de Julio es el nombre de una variedad cultivar de manzano (Malus domestica). Esta manzana es originaria de Galicia, está cultivada en la colección de árboles frutales y banco de germoplasma de Mabegondo con el Nº 1; ejemplares procedentes de esquejes localizados en San Xoán de Lubre, parroquia del municipio de Bergondo (La Coruña).

## Sinónimos
- "Manzana Roja de Julio",[4][5]
- "Maceira Roja de Julio".

## Características
El manzano de la variedad 'Roja de Julio' tiene un vigor vigoroso, productivo. Tamaño grande y porte erguido.
Época de inicio de brotación a partir del 28 de marzo y de floración a partir de 15 de abril.
Las hojas tienen una longitud del limbo de tamaño medio, con la máxima anchura del limbo medio. Longitud de las estípulas es desconocido y la máxima anchura de las estípulas es desconocido. Denticulación del borde del limbo es ondulado, con la forma del ápice del limbo mucronado y la forma de la base del limbo es obtuso. Con subestípulas presentes.
Sus flores tienen una longitud de los pétalos media, anchura de los pétalos es media, disposición de los pétalos en contacto entre sí, con una longitud del pedúnculo larga.
La variedad de manzana 'Roja de Julio' tiene un fruto de tamaño pequeño, de forma globoso-cónica, de color bicolor, con chapa a rayas, e intensidad fuerte. Epidermis de textura suave con pruina en su superficie, y con presencia de cera media. Sensibilidad al "russeting" (pardeamiento áspero superficial que presentan algunas variedades) muy poco sensible. Con lenticelas de tamaño pequeño.
Los sépalos están dispuestos de forma variable, y libres en su base; su fosa calicina es profunda de una anchura ancha. Pedúnculo de grosor medio y de longitud medio, siendo la cavidad peduncular de una profundidad media y de anchura ancha. Con pulpa de color blanca, de firmeza es intermedia y textura intermedia; su jugosidad es intermedia con sabor de acidez media-alta, y poco aromática.
Época de maduración y recolección a partir del 29 de julio. 'Roja de Julio' es una manzana que su destino es la conservación de esta variedad en el banco de germoplasma de Mabegondo como reserva genética.

## Susceptibilidades
- Oidio: ataque medio
- Moteado: ataque débil
- Raíces aéreas: ataque débil
- Momificado: ataque débil
- Pulgón lanígero: no presenta
- Pulgón verde: no presenta
- Araña roja: no presenta
- Chancro del manzano: no presenta[3]